# Джонс, Сэмюэл (легкоатлет)
Сэмюэл Саймингтон Джонс (англ. Samuel Symington Jones; 16 января 1880 — 13 апреля 1954, Ноксвилл) — американский легкоатлет и перетягиватель каната, чемпион летних Олимпийских игр 1904.
В лёгкой атлетике на Играх 1904 в Сент-Луисе Джонс участвовал в тройном прыжке и в прыжке в высоту. В первом соревновании он занял последнее седьмое место, а во втором первую позицию с результатом 1,80 м, выиграв золотую медаль.
В перетягивании каната Джонс входил в состав четвёртой американской команды, которая заняла четвёртое место.